# سید محمد جهرمی
سید محمد جهرمی (زاده ۱۳۳۷، تهران) وزیر کار و امور اجتماعی ایران در کابینه اول محمود احمدی‌نژاد و پیش از آن معاون اجرایی شورای نگهبان بود. وی طی سالهای ۱۳۶۱ تا ۱۳۷۶ استاندار استان‌های زنجان، لرستان، فارس، سمنان، همدان، بوده است.
محمود احمدی‌نژاد در تاریخ ۲۳ مرداد ۱۳۸۴ وی را برای تصدی وزارت کار و امور اجتماعی به مجلس معرفی کرد. وی دارای دکترای گروه مدیریت استراتژیک (پایان دوره نظری و جامع) است.
در سال۱۳۹۰، پای محمد جهرمی به پروندهٔ اختلاس ۳هزار میلیارد تومانی مه‌آفرید امیرخسروی باز شد.

## انتخابات مجلس ششم
در جریان برگزاری انتخابات مجلس ششم که هم‌زمان بود با سال‌های اوج‌گیری فعالیت‌های سیاسی جنبش دوم خرداد، شورای نگهبان تعداد زیادی از نامزدهای جناح چپ جمهوری اسلامی را تأیید صلاحیت کرد. در نتیجه عده زیادی از نامزدهای اصلی جناح چپ جمهوری اسلامی، موفق به نامزدی در انتخابات مجلس ششم شدند و اکثریت کرسی‌های مجلس ششم را تصاحب کردند.

## وزارت کار
پس از رویکار آمدن محمود احمدی‌نژاد و اخراج اغلب اصلاح طلبان از تمام ارکان نظام، جهرمی به عنوان وزیر کار در کابینه احمدی‌نژاد وارد شد. وی یکی از اعضای اصلی کابینه وی به‌شمار می‌رود. به ادعای وبگاه روزآنلاین بخش عمده از اقدامات جنجالی دولت نهم از جمله پرداخت مبالغ هنگفتی در جریان طرح موسوم به بنگاه‌های زود بازده، انحلال سازمان مدیریت و برنامه‌ریزی و ادغام صندوق تعاون و صندوق مهر رضا و طرح جابجایی پایتخت از اقدامات وی بوده است.
طرح بنگاه‌های زود بازده با اعلام شکست دولت متوقف شد و به ادعای وبگاه روزآنلاین آثاری همچون تورم شدید خصوصاً در بخش مسکن را در پی داشت.
پس از اثبات جعلی بودن مدارک تحصیلی علی کردان، شایعاتی نیز پیرامون مدرک تحصیلی جهرمی مطرح شد.

## بانک صادرات
جهرمی در آبان ۱۳۸۸ به عنوان مدیرعامل بانک صادرات انتخاب شد و پس از افشای فساد بانکی موسوم به اختلاس ۳ هزار میلیارد تومانی (۲۸۰۰ یا ۳۰۰۰ میلیارد تومان) توسط ال سی‌های جعلی بانک صادرات در زمان تصدی وی صورت گرفت و به همین دلیل در اوایل مهر ۱۳۹۰ از ریاست بانک صادرات برکنار شد.
جهرمی شخصاً معتقد است که شروع این اختلاس از تیر ۱۳۸۸ بوده است که توسط برخی مدیران بانکی با مدیران گروه امیرمنصور آریا حادث شده‌بوده؛ یعنی زمانی که وی هنوز در سمت وزیر کار بوده است زیرا وی اوایل آبان همان سال به بانک صادرات وارد می‌شود. جهرمی مدعی است که خبر وقوع اختلاس را روز ۳ مرداد ۱۳۸۹ به وی داده‌اند و وی بلافاصله قوه قضائیه و وزارت اطلاعات را در جریان امور قرار می‌دهد ولی از رسانه‌ای شدن واقعه جلوگیری می‌کند. روز ۱۴ مرداد با هماهنگی با دادستان خوزستان، موفق شدند که حکم بازداشت و توقیف اموال مه‌آفرید امیرخسروی را دریافت کنند ولی تا دوشنبه نسبت به اجرای این حکم تعلل کردند تا بتوانند تمام اموال امیرخسروی را شناسایی کنند. وی همچنین چندین مرتبه سعی می‌کند که با محمود احمدی‌نژاد گفتگوی مستقیم انجام دهد که با امتناع وی، موفق نمی‌شود. جهرمی دلیل عدم اقبال احمدی‌نژاد به خودش را دو دلیل می‌داند: ۱-فضاسازی علیه خودش نزد احمدی‌نژاد توسط مدیران وزارت اقتصاد و دارایی و همچنین بانک مرکزی که وی را مقصر این اختلاس معرفی کرده بودند ۲-نام بردن از اسامی برخی افراد نزدیک به احمدی‌نژاد از جمله خواهرزاده اسفندیار رحیم مشایی؛ و از اینرو، احمدی‌نژاد از رئیس بانک مرکزی می‌خواهد که جهرمی را به استعفا وادار کند که وی نمی‌پذیرد چون خودش را بی‌گناه می‌دانسته و همچنان در صدد تلاش برای مقابله با اختلاس می‌شود. جهرمی در چند جلسه مشترک با خاوری و شمس‌الدین حسینی، مدارکی را مبنی بر تبانی بین بانک صادرات و بانک ملی ارائه می‌دهد و ال‌سی‌های جعلی در اختیارش را هم عرضه می‌کند ولی با بی‌توجهی وزیر اقتصاد و پیشنهاد تبانی جدید از سوی خاوری روبرو می‌شود. در همان روزها، قوه قضائیه خوزستان پس از دستگیری رئیس بانک ملی شعبه کیش، یک احضاریه برای خاوری هم ارسال کرده و وی را برای توضیحات فرا می‌خواند ولی برخی افراد در دولت وقت، سعی می‌کنند تا با طرح‌ریزی یک مأموریت خارج از کشور برای خاوری، وی را از کشور خارج کنند. (خاوری روز ۵ مرداد ۱۳۹۰ به بهانه یک مأموریت کاری در لندن، از کشور خارج شد ولی به کانادا مهاجرت کرد) جهرمی، خاوری را مدیری دارای سوابق تخلف در بانک سپه می‌دانست که رسیدگی به تخلفات وی در آن بانک هنوز در جریان بود که با پافشاری برخی افراد در دولت دهم، وی به عنوان رئیس بانک ملی انتخاب می‌شود.

## مسئولیت‌ها
- مسئول بنیاد مستضعفان و جانبازان استان گیلان (شش ماه)
- مسئولیت بنیاد مستضعفان و جانبازان استان‌های زنجان، آذربایجان غربی و شرقی و گیلان و مازندران
- فرمانداری آمل
- سرپرستی فرمانداری نور
- معاونت سیاسی استانداری استان مرکزی
- مدیر حوزه وزارتی و مشاور وزیر کشور
- استاندار استان زنجان (فرودین ۱۳۶۱ تا خرداد ۱۳۶۳)
- استاندار استان لرستان و مسئول ستاد جنگ استان ایلام (۱۳۶۳ تا ۱۳۶۷)
- استاندار استان سمنان ۱۳۶۷ تا ۱۳۶۸
- استاندار استان همدان ۱۳۶۸ تا ۱۳۷۱
- استاندار استان فارس ۱۳۷۱ تا ۱۳۷۶
- ریاست دانشکده مدیریت دانشگاه آزاد تهران جنوب
- مسئولیت امور کمیسیون‌های مجمع تشخیص
- معاونت اجرایی و امور انتخابات شورای نگهبان
- مدیر عامل بانک صادرات ایران(۱۳۸۸ تا ۱۳۹۰)